# American Idol (18.ª temporada)
A décima oitava temporada do reality show American Idol estreou em 16 de fevereiro de 2020 na ABC. É a terceira temporada a ser exibida na ABC desde que a série foi reiniciada; Katy Perry, Luke Bryan e Lionel Richie retornaram como jurados, apesar dos cortes no orçamento. Ryan Seacrest continuou como apresentador do programa, Bobby Bones retornou como mentor interno.
A gravação foi suspensa após a divulgação do Top 21, e os competidores foram mandados para casa devido à pandemia de COVID-19 (coronavírus). O programa retomou a produção no final de abril, com o talento no ar e os concorrentes filmando em suas casas. De acordo com a Billboard, os mandatos de permanência em casa e de distanciamento social obrigaram os produtores "a serem muito, muito criativos desta vez, para manter a décima oitava temporada à tona em meio às condições mais desafiadoras da história do programa". Foram utilizados até quarenta e cinco locais remotos e cada participante foi tratado igualmente com equipamentos e acesso a recursos semelhantes. Os segmentos foram gravados—geralmente com um dia de antecedência, exceto as reações dos jurados e os resultados das votações que foram ao ar. É improvável que o número de episódios mude.
Em 17 de maio de 2020, Just Sam foi coroada como vencedora, com Arthur Gunn terminando como vice-campeão. Com a vitória de Sam, ela se tornou a quarta mulher afro-americana a vencer o programa, depois de Fantasia, Jordin Sparks e Candice Glover. Sam também é a segunda mulher a vencer a competição desde que o programa foi relançado na ABC e a sétima no geral.

## Audições preliminares
| Data                   | Localização                | Local                                                            |
| ---------------------- | -------------------------- | ---------------------------------------------------------------- |
| 7 de junho de 2019     | Nashville, Tennessee       | C.M.A. Festival Fan Alley – A.B.C. Summer Fun & Games Activation |
| 8 de junho de 2019     | Nashville, Tennessee       | C.M.A. Festival Fan Alley – A.B.C. Summer Fun & Games Activation |
| 23 de julho de 2019    | New York City, New York    | Brooklyn Expo Center                                             |
| 20 de agosto de 2019   | Mobile, Alabama            | Mobile Convention Center 1                                       |
| 20 de agosto de 2019   | Mobile, Alabama            | GulfQuest National Maritime Museum 2                             |
| 23 de agosto de 2019   | Macon, Geórgia             | Macon City Auditorium                                            |
| 23 de agosto de 2019   | Tallahassee, Flórida       | Florida State University – Donald L. Tucker Civic Center         |
| 23 de agosto de 2019   | Santa Bárbara, Califórnia  | Santa Barbara Veterans Memorial Building                         |
| 25 de agosto de 2019   | Baton Rouge, Luisiana      | Hilton Baton Rouge Capital Center                                |
| 26 de agosto de 2019   | Colúmbia, Carolina do Sul  | Pastides Alumni Center                                           |
| 26 de agosto de 2019   | Las Vegas, Nevada          | Cambridge Recreation Center                                      |
| 27 de agosto de 2019   | Waco, Texas                | Waco Convention Center                                           |
| 29 de agosto de 2019   | Knoxville, Tennessee       | Knoxville Convention Center                                      |
| 29 de agosto de 2019   | Salt Lake City, Utah       | Salt Lake City Northwest Community Center                        |
| 1 de setembro de 2019  | Colorado Springs, Colorado | Colorado Springs Auditorium                                      |
| 1 de setembro de 2019  | Raleigh, Carolina do Norte | Duke Energy Center                                               |
| 4 de setembro de 2019  | Washington, D.C.           | Ronald Reagan Building – Woodrow Wilson Plaza                    |
| 4 de setembro de 2019  | Wichita, Kansas            | Century II Convention Center                                     |
| 6 de setembro de 2019  | San José, Califórnia       | San Jose Convention Center                                       |
| 7 de setembro de 2019  | Pittsburgh, Pensilvânia    | David Lawrence Convention Center                                 |
| 7 de setembro de 2019  | Springfield, Illinois      | B.O.S. Center                                                    |
| 8 de setembro de 2019  | Spokane, Washington        | Grand Hotel Davenport – Autograph Collection                     |
| 10 de setembro de 2019 | Detroit, Michigan          | Cobo Center                                                      |
| 18 de setembro de 2019 | Nashville, Tennessee       | Nashville Municipal Auditorium                                   |
| 21 de setembro de 2019 | Chicago, Illinois          | Wintrust Arena                                                   |

- ↑Nota 1  Este local foi para inscrição.
- ↑Nota 2  Este local foi para a audição.

## Audições regionais
| Episódios     | Data                                          | Cidade                  | Local                        | Refs          |
| ------------- | --------------------------------------------- | ----------------------- | ---------------------------- | ------------- |
| 1, 2, 3, 4, 5 | 30 de setembro de 2019 – 1 de outubro de 2019 | Savannah, Geórgia       | Perry Lane Hotel             | [ 12 ] [ 13 ] |
| 1, 2, 3, 4, 5 | 8–9 de outubro de 2019                        | Milwaukee, Wisconsin    | Milwaukee Art Museum         | [ 14 ] [ 15 ] |
| 1, 2, 4, 5    | 14–15 de outubro de 2019                      | Washington, D.C.        | The Wharf                    | [ 16 ] [ 17 ] |
| 1, 2, 3, 4, 5 | 1–2 de novembro de 2019                       | Los Angeles, Califórnia | South Park Center            | [ 18 ]        |
| 1, 2, 3, 4, 5 | 7–8 de novembro de 2019                       | Sunriver, Óregon        | Great Hall (Sunriver Resort) | [ 19 ]        |

## Semana em Hollywood
A Semana em Hollywood foi filmada de 2 a 5 de dezembro de 2019, no Orpheum Theatre em Los Angeles, Califórnia. Houve várias mudanças nesta temporada. Em vez dos conceitos usuais da Semana em Hollywood com Linhas de Dez, Rodadas em Grupo e Rodada Solo, nesta temporada os 167 participantes enfrentaram o Desafio de Gênero. Os participantes escolheram os gêneros Pop, Rock, R&B, Soul, Country e Singer-Songwriter, e escolheram uma música e foram avaliados entre os grupos. Depois de tudo realizado, os jurados levaram os competidores para o palco, semelhantes às Linhas de Dez, e tomaram sua decisão. A Rodada de Grupos foi substituída por uma Rodada de Dueto, na qual os participantes restantes escolheram um parceiro de dueto e sua música em uma lista fornecida. Eles receberam doze horas para ensaiar, incluindo uma sessão com um treinador vocal e mais tarde um ensaio de palco. Os jurados decidiram se um, dois ou nenhum se mudou para a Rodada Solo, para a qual os competidores restantes se apresentaram com uma banda de apoio. Os Top 40 foram levados de avião para o Havaí para uma rodada de Showcase para determinar o Top 20 avançando para os shows ao vivo.

## Showcase
O Showcase Round foi ao ar em 29 de março e 5 de abril, apresentando os quarenta melhores shows dos jurados e uma platéia ao vivo no resort Aulani em Kapolei, Havaí. No dia seguinte, os jurados reduziram o número de competidores para 21 no Julgamento Final. Em seguida foi apresentada uma lista dos participantes que se apresentaram, a música que eles apresentaram no Showcase e se eles avançaram ou não. As colocações de Grace Leer e Lauren Mascitti foram determinadas por votação.3
Chave de cores
  Participante feminina
  Participante masculino
  O participante foi escolhido pelos jurados para passar para o Top 20
  O participante foi eliminado
| Ordem | Participante | Participante         | Idade | Cidade                      | Cidade da audição       | Canção                                    | Resultado |
| ----- | ------------ | -------------------- | ----- | --------------------------- | ----------------------- | ----------------------------------------- | --------- |
| 1     |              | Nick Merico          | 24    | Woodland Hills, Califórnia  | Los Angeles, Califórnia | "When I Was Your Man"                     | Avançado  |
| 2     |              | Makayla Brownlee     | 17    | Wellington, Kansas          | Sunriver, Óregon        | "More Hearts Than Mine"                   | Eliminada |
| 3     |              | Dewayne Crocker Jr.  | 23    | Pensacola, Flórida          | Sunriver, Óregon        | "Old Town Road"                           | Avançado  |
| 4     |              | Camryn Leigh Smith   | 16    | Acworth, Geórgia            | Savannah, Geórgia       | "Break Every Chain"                       | Eliminada |
| 5     |              | Devon Alexander      | 23    | Sonora, Califórnia          | Los Angeles, Califórnia | "Tell Me You Love Me"                     | Eliminado |
| 6     |              | Jordan Jones         | 26    | Scottsdale, Arizona         | Los Angeles, Califórnia | "Redbone"                                 | Eliminado |
| 7     |              | Geena Fontanella     | 27    | Los Angeles, Califórnia     | Los Angeles, Califórnia | "Finesse"                                 | Eliminada |
| 8     |              | Louis Knight         | 19    | Filadélfia, Pensilvânia     | Washington D.C.         | "Castle on the Hill"                      | Avançado  |
| 9     |              | Francisco Martin     | 19    | São Francisco, Califórnia   | Sunriver, Óregon        | "Falling"                                 | Avançado  |
| 10    |              | Jovin Webb           | 29    | Gonzales, Luisiana          | Sunriver, Óregon        | "You Are the Best Thing"                  | Avançado  |
| 11    |              | Faith Becnel         | 20    | Destrehan, Luisiana         | Sunriver, Óregon        | "Ain't Nobody"                            | Avançado  |
| 12    |              | Amber Fiedler        | 23    | Coeur d'Alene, Idaho        | Sunriver, Óregon        | "Good Kisser"                             | Eliminada |
| 13    |              | Just Sam             | 21    | Harlem, New York            | Washington, D.C.        | "Como La Flor"                            | Avançado  |
| 14    |              | Jonny West           | 23    | Murrieta, Califórnia        | Los Angeles, Califórnia | "You Found Me"                            | Avançado  |
| 15    |              | Dillon James         | 26    | Bakersfield, Califórnia     | Los Angeles, Califórnia | "The Times They Are a-Changin'"           | Avançado  |
| 16    |              | Genavieve Linkowski  | 20    | Goodrich, Michigan          | Milwaukee, Wisconsin    | "You Say"                                 | Eliminada |
| 17    |              | Franklin Boone       | 27    | Durham, Carolina do Norte   | Milwaukee, Wisconsin    | "Daughters"                               | Avançado  |
| 18    |              | Julia Gargano        | 21    | Staten Island, New York     | Washington, D.C.        | "Glitter in the Air"                      | Avançado  |
| 19    |              | Aliana Jester        | 18    | Tampa, Flórida              | Savannah, Geórgia       | "This is Me"                              | Avançado  |
| 20    |              | Sophia James         | 20    | Long Beach, Califórnia      | Los Angeles, Califórnia | "Levels"                                  | Avançado  |
| 21    |              | Robert Taylor        | 27    | Donaldsonville, Luisiana    | Sunriver, Óregon        | "Take Me to the Pilot"                    | Eliminado |
| 22    |              | Kimmy Gabriela       | 17    | Lakeland, Flórida           | Savannah, Geórgia       | "You Don't Do It for Me Anymore"          | Avançado  |
| 23    |              | Amelia Joyce         | 23    | Phoenix, Arizona            | Los Angeles, Califórnia | "Sorry Seems to Be the Hardest Word"      | Eliminada |
| 24    |              | Elyjuh Rene          | 24    | Long Beach, Califórnia      | Savannah, Geórgia       | "Best Part"                               | Eliminado |
| 25    |              | Grace Lundy          | 18    | Lincoln, Nebraska           | Milwaukee, Wisconsin    | "Bruises"                                 | Eliminada |
| 26    |              | Shannon Gibbons      | 20    | Bellport, New York          | Savannah, Geórgia       | "Send My Love (To Your New Lover)"        | Eliminada |
| 27    |              | Cyniah Elise         | 17    | Atlanta, Geórgia            | Savannah, Geórgia       | "Lady Marmalade"                          | Avançado  |
| 28    |              | Makayla Phillips     | 17    | Temecula, Califórnia        | Los Angeles, Califórnia | "Sorry Not Sorry"                         | Avançado  |
| 29    |              | Lauren Spencer-Smith | 16    | Ilha Vancouver              | Sunriver, Óregon        | "Respect"                                 | Avançado  |
| 30    |              | Olivia Ximines       | 16    | Menifee, Califórnia         | Los Angeles, Califórnia | "Proud Mary"                              | Avançado  |
| 31    |              | Arthur Gunn          | 21    | Wichita, Kansas             | Milwaukee, Wisconsin    | "Is This Love"                            | Avançado  |
| 32    |              | Demi Rae             | 26    | San José, Califórnia        | Sunriver, Óregon        | "Lonely"                                  | Eliminada |
| 33    |              | Grace Leer           | 27    | Nashville, Tennessee        | Milwaukee, Wisconsin    | "(You Make Me Feel Like) A Natural Woman" | Avançado  |
| 34    |              | Lauren Mascitti      | 27    | Nashville, Tennessee        | Savannah, Geórgia       | "Two More Bottles of Wine"                | Eliminada |
| 35    |              | Travis Finlay        | 25    | Miramar, Flórida            | Washington, D.C.        | "That's What I Like"                      | Eliminado |
| 36    |              | Natalie Jane         | 15    | Woodcliff Lake, Nova Jersey | Washington, D.C.        | "Cool"                                    | Eliminada |
| 37    |              | Bilaal Avaz          | 19    | North Haven, Connecticut    | Washington, D.C.        | "Don't You Worry 'Bout a Thing"           | Eliminado |
| 38    |              | Jeb VonderBruegge    | 18    | Long Beach, Mississippi     | Savannah, Geórgia       | "Sex on Fire"                             | Eliminado |
| 39    |              | Perrin York          | 22    | Denver, Colorado            | Los Angeles, Califórnia | "Electric Feel"                           | Eliminada |
| 40    |              | Cameron Havens       | 20    | Haslet, Texas               | Sunriver, Óregon        | "Whipping Post"                           | Eliminado |

- ↑Nota 1  As colocações de Grace Leer e Lauren Mascitti foram reveladas no domingo, 19 de abril.

## Eliminação
Chave de cores
  Participante feminina
  Participante masculino
  Vencedor
  Vice-campeão
  Finalista
  Salvo pelo público
  Salvo pelos jurados
  Eliminado
| Lugar | Participante         | Participante     | Top 20     | Top 11     | Top 7      | Final        |      |
| Lugar | Participante         | Participante     | 4/26       | 5/3        | 5/10       | 5/17         | 5/17 |
| ----- | -------------------- | ---------------- | ---------- | ---------- | ---------- | ------------ | ---- |
| 1     |                      | Just Sam         | Salva      | Salva      | Salva      | Vencedora    |      |
| 2     |                      | Arthur Gunn      | Salvo      | Salvo      | Salvo      | Vice-campeão |      |
| 3–5   |                      | Dillon James     | Salvo      | Salvo      | Salvo      | Finalistas   |      |
| 3–5   |                      | Francisco Martin | Slavo      | Salvo      | Salvo      | Finalistas   |      |
| 3–5   |                      | Jonny West       | Salvo      | Salvo      | Salvo      | Finalistas   |      |
| 6–7   |                      | Julia Gargano    | Salva      | Salva      | Eliminados |              |      |
| 6–7   |                      | Louis Knight     | Salvo      | Salvo      | Eliminados |              |      |
| 8–11  |                      | Sophia James     | Salva      | Eliminados |            |              |      |
| 8–11  |                      | Grace Leer       | Salva      | Eliminados |            |              |      |
| 8–11  |                      | Makayla Phillips | Salva      | Eliminados |            |              |      |
| 8–11  |                      | Jovin Webb       | Salvo      | Eliminados |            |              |      |
| 12–20 |                      | Faith Becnel     | Eliminados |            |            |              |      |
| 12–20 | Franklin Boone       |                  | Eliminados |            |            |              |      |
| 12–20 | Dewayne Crocker Jr.  |                  | Eliminados |            |            |              |      |
| 12–20 | Cyniah Elise         |                  | Eliminados |            |            |              |      |
| 12–20 | Kimmy Gabriela       |                  | Eliminados |            |            |              |      |
| 12–20 | Aliana Jester        |                  | Eliminados |            |            |              |      |
| 12–20 | Nick Merico          |                  | Eliminados |            |            |              |      |
| 12–20 | Lauren Spencer-Smith |                  | Eliminados |            |            |              |      |
| 12–20 | Olivia Ximines       |                  | Eliminados |            |            |              |      |

## Participantes que apareceram em outras temporadas e programas
- Makayla Phillips foi semi-finalista na décima terceira temporada do America's Got Talent, onde também recebeu uma campainha de ouro de Heidi Klum durante as audições.
- DeWayne Crocker apareceu no Sunday Best do BET.
- Grace Leer apareceu no American Juniors e alcançou o Top 20, mas não avançou.[24]
- Margie Mays e Nick Merico retornaram da décima sétima temporada do American Idol. Margie foi eliminada no Top 40. Nick decidiu não participar da Semana em Hollywood devido a problemas familiares, embora tenha recebido um ingresso de ouro nas audições.
- Genavieve Linkowski era uma participante da décima sexta temporada American Idol, onde foi eliminada na Semana em Hollywood.
- Robert Taylor (como Rob Taylor) foi um dos 10 finalistas da oitiva temporada do The Voice.
- Elyjuh René foi um dos 20 finalistas no The Voice, onde foi eliminado durante os Playoffs ao vivo na sétima temporada.
- Travis Finlay fez o teste na décima quarta temporada do American Idol.
- Jonathan Bach era um participantes da décima temporada de The Voice, juntou-se ao Time Pharrell e foi eliminado durante a Rodada de Batalha.
- Kayla Ember apareceu no The Four da FOX. Ela não conseguiu superar a audição inicial na televisão, mas recebeu um feedback positivo do jurado Sean "Diddy" Combs.

## Ratings
| №  | Título                                       | Exibição original       | Rating/share (18–49) | Audiência (em milhões) | DVR (18–49)    | Audiência em DVR (milhões) | Total (18–49)  | Audiência total (em milhões) |
| -- | -------------------------------------------- | ----------------------- | -------------------- | ---------------------- | -------------- | -------------------------- | -------------- | ---------------------------- |
| 1  | "Auditions, Part 1"                          | 16 de fevereiro de 2020 | 1.5/7                | 8.08                   | 0.4            | 1.86                       | 1.9            | 9.94                         |
| 2  | "Auditions, Part 2"                          | 23 de fevereiro de 2020 | 1.4/7                | 7.50                   | 0.4            | 1.65                       | 1.8            | 9.15                         |
| 3  | "Auditions, Part 3"                          | 1 de março de 2020      | 1.3/6                | 7.00                   | 0.4            | 1.66                       | 1.7            | 8.66                         |
| 4  | "Auditions, Part 4"                          | 8 de março de 2020      | 1.3/6                | 7.26                   | 0.4            | 1.56                       | 1.7            | 8.82                         |
| 5  | "Auditions, Part 5"                          | 15 de março de 2020     | 1.3/6                | 7.47                   | 0.4            | 1.59                       | 1.7            | 9.07                         |
| 6  | "Hollywood Week – Genre Challenge"           | 16 de março de 2020     | 1.2/6                | 6.30                   | 0.4            | 1.95                       | 1.6            | 8.25                         |
| 7  | "Hollywood Week – Duets"                     | 22 de março de 2020     | 1.4/7                | 7.70                   | 0.4            | 1.69                       | 1.8            | 9.39                         |
| 8  | "Hollywood Week – Solos"                     | 23 de março de 2020     | 1.4/7                | 7.02                   | 0.4            | 1.80                       | 1.8            | 8.82                         |
| 9  | "Hawaii Showcase and Final Judgment, Part 1" | 29 de março de 2020     | 1.3/6                | 7.33                   | 0.4            | 1.68                       | 1.7            | 9.00                         |
| 10 | "Hawaii Showcase and Final Judgment, Part 2" | 5 de abril de 2020      | 1.2/6                | 6.93                   | 0.4            | 1.63                       | 1.6            | 8.56                         |
| 11 | "This Is Me, Part 1"                         | 12 de abril de 2020     | 1.0/4                | 5.63                   | 0.2            | 1.12                       | 1.2            | 6.75                         |
| 12 | "This Is Me, Part 2"                         | 19 de abril de 2020     | 0.8/4                | 5.48                   | 0.2            | 0.95                       | 1.0            | 5.48                         |
| 13 | "Top 20 Sing For America"                    | 26 de abril de 2020     | 1.0/5                | 6.09                   | 0.3            | 1.49                       | 1.3            | 7.58                         |
| 14 | "Top 10 Homeward Bound"                      | 3 de maio de 2020       | 0.9/5                | 6.41                   | 0.2            | 1.19                       | 1.1            | 7.60                         |
| 15 | "Disney Night/Mother's Day"                  | 10 de maio de 2020      | 1.0/6                | 6.16                   | 0.3            | 1.28                       | 1.3            | 7.44                         |
| 16 | "Grand Finale"                               | 17 de maio de 2020      | 1.0                  | 7.28                   | por determinar | por determinar             | por determinar | por determinar               |